# Pousada de Vila Pouca da Beira

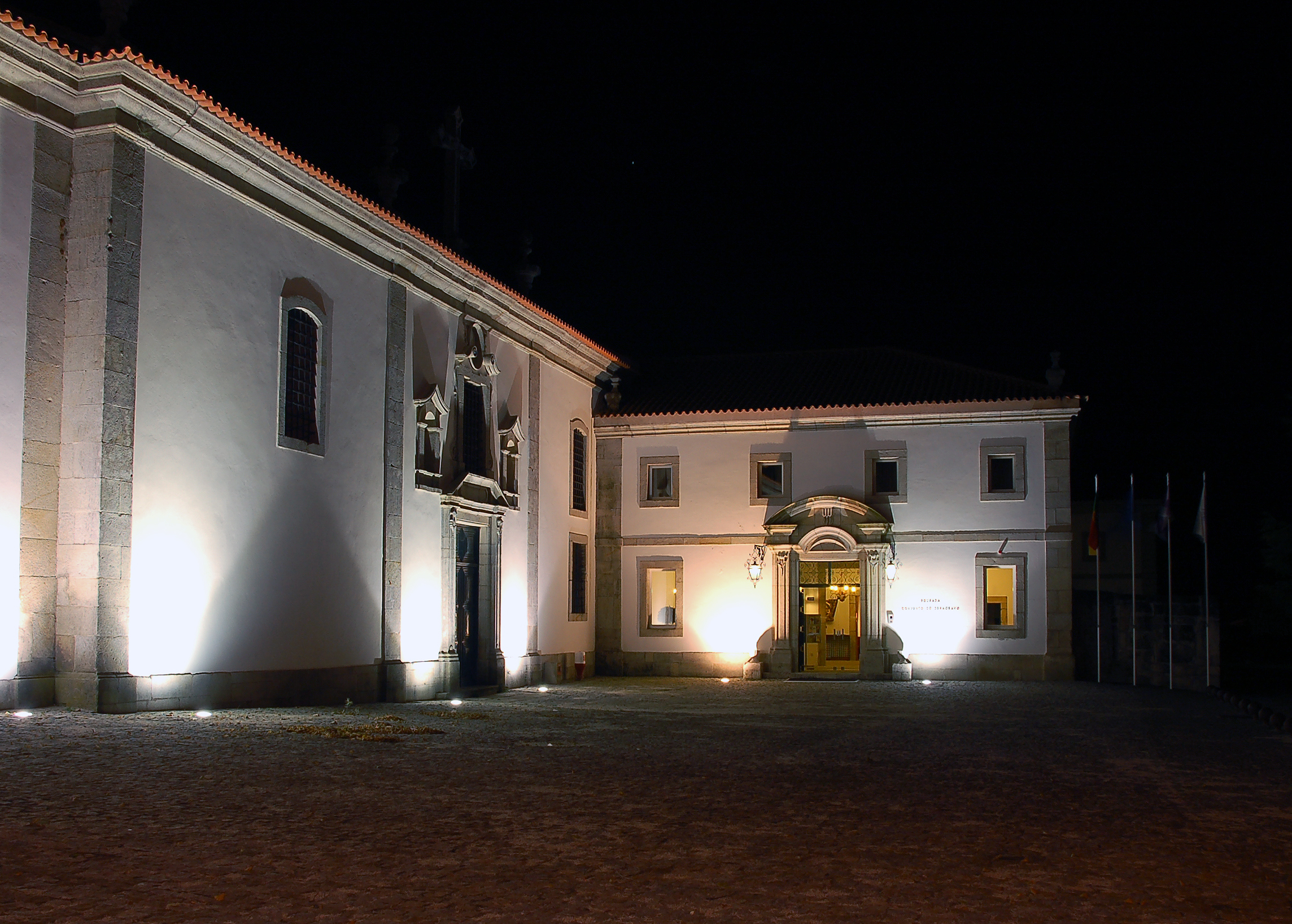
Vista nocturna sobre a fachada da Pousada de Vila Pouca da Beira

A Pousada de Vila Pouca da Beira, Pousada do Convento do Desagravo ou Pousada do Desagravo, localiza-se em Vila Pouca da Beira, na atual freguesia de Santa Ovaia e Vila Pouca da Beira, no Município de Oliveira do Hospital, sendo vizinha da serra da Estrela e da serra do Açor, bem como da aldeia histórica de Piódão, integrando a rede Pousadas de Portugal.
Oferece vinte e nove quartos, e uma decoração que preserva muitos móveis e obras de arte de inspiração sacra (como estátuas de anjos e santos em madeira), mas com um toque de modernidade.
Na parte externa, destacam-se os jardins, a piscina e uma quadra de tênis. Em uma ala, fechada aos hóspedes, existe uma igreja, onde se realizam cerimónias. 

## Convento do Desagravo do Santíssimo Sacramento
A Pousada do Desagravo ocupa o edifício do antigo Convento do Desagravo do Santíssimo Sacramento fundado pelo bispo conde D. Francisco de Lemos de Faria Pereira Coutinho a 19 de Agosto de 1780.{
As religiosas do Louriçal chegam onze anos mais tarde, quando o edifício já se encontrava apto a ser habitado, embora não totalmente concluído. 
No Século XX, o Convento do Desagravo, então em ruínas foi adaptado e funcionou como Colónia de Férias e chamava-se "Ar e Sol". Integrava a vasta obra social criada pelo Professor Bissaya Barreto em prol das crianças. Sendo propriedade da Fundação Bissaya Barreto foi convertida em Pousada a qual foi inaugurada em 2002. Parte do seu historial pode ser conhecido através da consulta de fontes documentais, bibliográficas e fotográficas existentes no Centro de Documentação Bissaya Barreto em Coimbra.
O Convento do Desagravo está classificado como Monumento de Interesse Público desde 2013.